# Гуальтьери, Давиде
Давиде Гуальтьери (итал. Davide Gualtieri; род. 27 апреля 1971, Сан-Марино) — сан-маринский футболист, нападающий.

## Биография
Гуальтьери никогда не был профессиональным футболистом, вся его карьера прошла на любительском уровне. С 1993 по 1998 год он выступал за клуб «Ювенес», в 1998—2000 годах играл за клуб «Пеннаросса», в 2000—2009 годах выступал за «Тре Пенне». Футбольную карьеру Гуальтьери завершил в 2009 году в возрасте 38 лет.
В сборной Сан-Марино выступал с 1993 по 1999 годы, всего провёл 9 матчей, забил один гол. Гол был забит 17 ноября 1993 года сборной Англии в матче квалификации к чемпионату мира 1994 года через 8,3 секунды после стартового свистка. Гуальтьери удалось воспользоваться грубой ошибкой защитника англичан Стюарта Пирса. Матч однако завершился победой сборной Англии со счётом 7:1. Этот гол Гуальтьери долгое время являлся самым быстрым из забитых в турнирных матчах национальных сборных. 10 октября 2016 года рекорд был побит бельгийским футболистом Кристианом Бентеке, который забил гол сборной Гибралтара в отборочном турнире к чемпионату мира 2018 года через 8,1 секунды после начала матча.
Гуальтьери владеет находящейся в Сан-Марино фирмой, занимающимся продажей и ремонтом компьютерной техники.